# Coefficiente di Kell
Il coefficiente di Kell è un parametro utilizzato per esprimere la risoluzione reale di un dispositivo di visualizzazione discreto. Questo numero è stato misurato per la prima volta nel 1934 da Raymond D. Kell, ingegnere della RCA, e dai suoi collaboratori.
Il coefficiente di Kell non ha un valore fisso, ma è di norma di 0,7 per un monitor a tubo catodico. Il valore originario fissato da Kell era di 0,64 e in seguito portato fino a 0,85. Questo numero può anche essere superiore a 0,9 nel caso di sensori CCD o CMOS e di display a cristalli liquidi o al plasma, entrambi dispositivi con una configurazione fissa dei pixel.
La risoluzione reale dipende anche dalla dimensione dell'elemento di immagine e dalla distribuzione dell'intensità luminosa. I tubi catodici per esempio hanno una distribuzione simile a una curva di Gauss, mentre i sensori CCD presentano una distribuzione pressappoco rettangolare, influenzata anche dalla spaziatura tra i pixel e dallo schema di campionamento.
Il coefficiente di Kell viene a volte citato come sistema per misurare la riduzione percepita di risoluzione causata dalla scansione interlacciata, ma si tratta di riferimento errato. Il coefficiente non è influenzato dall'interlacciamento, ma, dal momento che un segnale interlacciato viene fatto passare da un filtro passa-basso per evitare lo sfarfallio, si può affermare che il coefficiente di Kell di un sistema interlacciato sia circa il 70% di un sistema analogo, ma progressivo.

## Alcuni esempi
- Un segnale analogico a 625 linee (come il PAL) consiste di 576 linee visibili. Se si suppone di inquadrare un cartello con strisce orizzontali bianche e nere, la risoluzione verticale sul televisore sarà uguale al massimo numero di linee che possono essere comprese nell'altezza dell'immagine e ancora percepibili come separate. Dal momento che non è molto probabile che le linee siano perfettamente allineate con le linee del sensore della telecamera, questo numero è di poco inferiore a 576. Con un coefficiente di Kell di 0,7, questo numero può essere determinato come 0,7 × 576 = 403,2 linee di risoluzione.
- Il coefficiente di Kell si può usare per determinare la risoluzione orizzontale corrispondente a una data risoluzione verticale, relativa al numero delle linee di scansione. In un video 576i con un rapporto d'aspetto di 4:3, la risoluzione orizzontale richiesta è di 4/3 di volte la risoluzione verticale effettiva, oppure (4/3) × 0,7 × 576 = 537,6 linee. Sviluppando questo concetto, si può osservare che 537,6 linee corrispondono a 268,8 semiquadri, e dal momento che il 576i ha un periodo di video attivo di 52 µs, il suo segnale di luminanza richiede una larghezza di banda di 268,8/52 = 5,17 MHz.
- Il coefficiente di Kell si applica anche ai dispositivi digitali. Con un coefficiente di 0,9, un segnale ad alta definizione 1080p proveniente da una telecamera a CCD e visualizzato da un monitor al plasma avrà in realtà solo 1728×972 linee di risoluzione.